# Heinrich I. von Neuhaus
Heinrich I. von Neuhaus (auch Heinrich I. von Hradec; tschechisch Jindřich I. z Hradce; auch Jindřich Vitkovec; * vor 1205; † nach 1237) war der Begründer des witigonischen Familienzweigs der Herren von Neuhaus.

## Leben
Heinrich entstammte dem böhmischen Adelsgeschlecht der Witigonen. Sein Vater Witiko von Prčice vererbte seine umfangreichen südböhmischen Ländereien an seine vier Söhne, die eigene Familienzweige begründeten. Heinrich war der Begründer der Herren von Neuhaus.
Heinrich bekleidete verschiedene Hofämter und war vermutlich zunächst Mundschenk und später Hofmarschall am böhmischen Königshof. Erstmals erwähnt wurde er zusammen mit seinem Bruder Witiko von Prčice und Blankenberg, dem Begründer des Familienzweigs der Rosenberger, im Jahre 1205 im Gefolge des böhmischen Königs Ottokar I. Přemysl. Zu seinen Aufgaben gehörten auch diplomatische Aufträge. 1213 begleitete er König Ottokar nach Regensburg, wo dieser zum ersten Mal mit dem neuen Kaiser Friedrich II. zusammentraf. Zusammen mit anderen Hofbeamten und Gaugrafen erhielt er 1217 von Papst Honorius III. ein Anerkennungsschreiben über eine nicht näher erwähnte kirchliche Angelegenheit, in der er den Papst unterstützte.
Spätestens seit dem Jahr 1220 residierte Heinrich auf seiner Burg Hradec in Hradec, für das erst ab 1410 das von Heinrich/Jindřich abgeleitete tschechische Ortsnamen-Attribut „Jindřichův“ benutzt wurde.
Als Besitzer der mährischen Herrschaft Bánov trat Heinrich ab 1230 auch mehrere Male als Zeuge in Urkunden des mährischen Markgrafen Přemysl auf. Mehrmals traf er mit dem Olmützer Bischof Robert zusammen, der das mährische Kloster Velehrad unterstützte. Vor 1237 erteilte Heinrich den Rittern des Deutschen Ordens das Kirchenpatronat über die Pfarrkirche für die Pfarrkirche in Hradec/Neuhaus und verpflichtete sie zum Bau eines Spitals (Domus hospitalis S. Marie Teutonicorum) bei der Kirche.
Letztmals erwähnt wurde Heinrich 1237 in einer Urkunde des Königs Wenzel I., als dieser das Kloster der Prager Klarissinen, das von Wenzels Schwester Agnes gegründet worden war, unter seinen Schutz stellte.
Heinrich benutzte in den hinterlassenen Urkunden niemals das Prädikat „z Hradce“. Die Dokumente zeichnete er u. a. als „Henricus filius Vitconis“, „Henricus filius Witegonis“, „Heinricus de Newenhaus“, manchmal mit dem Zusatz „de Novo castro“, „de Nova domo“, „de Novo castello“.
Heinrich, dessen Ehefrau namentlich nicht bekannt ist, hinterließ die Söhne
- Sezema; belegt 1233–1234
- Witiko I. von Neuhaus; belegt 1223–1259